# 巩留综合农场
巩留综合农场，是中华人民共和国新疆维吾尔自治区伊犁哈萨克自治州巩留县下辖的一个乡镇级行政单位。

## 行政区划
巩留综合农场下辖以下地区：
一队、二队、三队、四队、五队、六队和牧业队。